# داروهای گیاهی

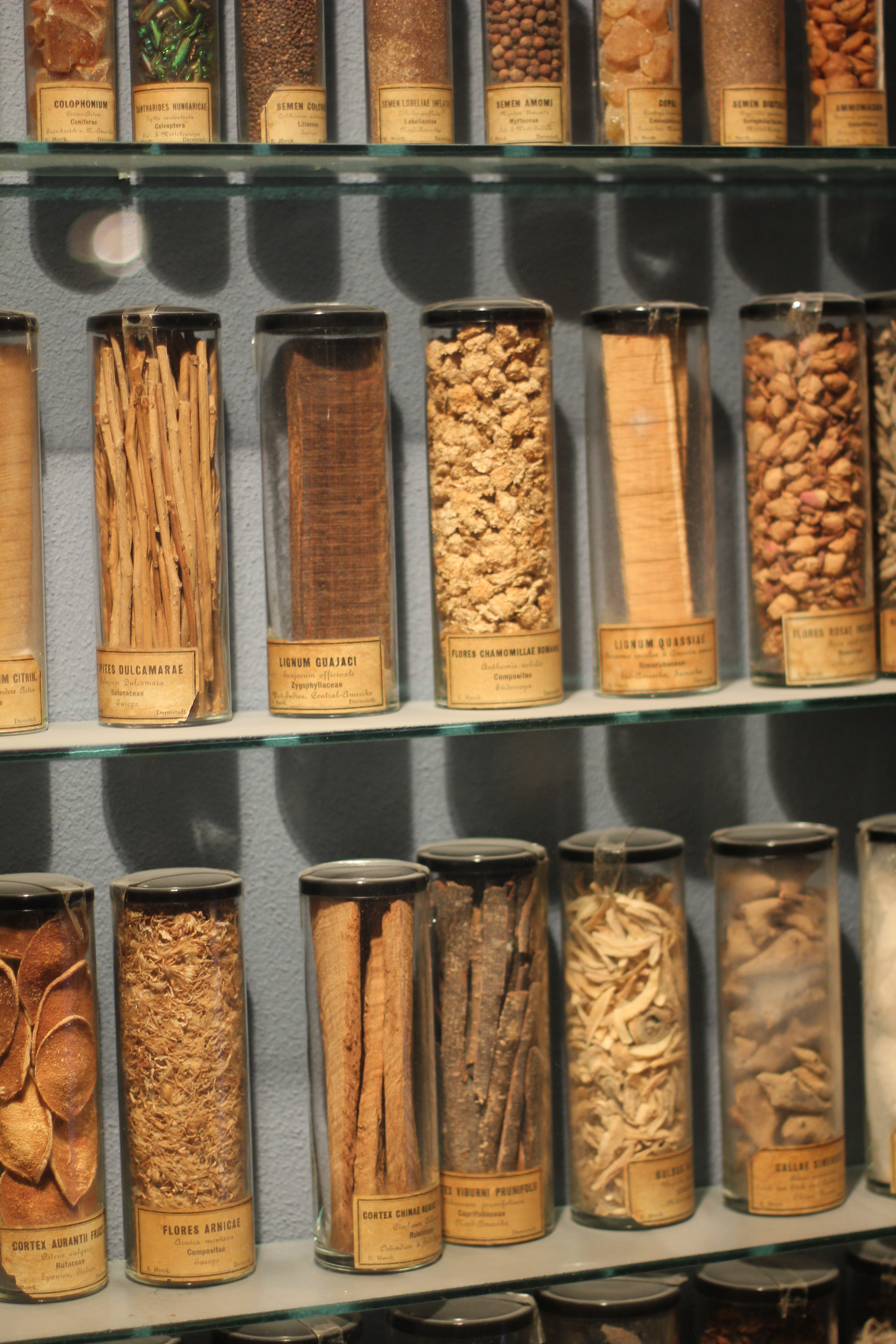
تصویری از گیاهان انتخاب شده برای استفاده در داروسازی گیاهی

داروهای گیاهی (به انگلیسی: Herbal medicine یا Herbalism) مطالعات مربوط به فارماکوگنوزی و استفاده از گیاهان دارویی در داروسازی است. گیاهان اساس معالجه پزشکی در بیشتر تاریخ بشر بود و امروزه نیزدر طب سنتی به‌طور گسترده‌ای از آن استفاده می‌شود. طب مدرن از بسیاری از ترکیبات گیاهی به عنوان پایه داروهای شیمیایی اثر بخش استفاده می‌کند. اگرچه گیاهان دارویی ممکن است استانداردهای مدرن آزمایش اثربخشی را برای گیاهان و داروهای حاصل از منابع طبیعی اعمال کنند، اما چند آزمایش بالینی با کیفیت بالا و استانداردهای خلوص یا دوز وجود دارد که به اثر بخشی داروهای گیاهی مهر تأیید می‌زند. دامنه داروهای گیاهی، گاهی شامل محصولات قارچی و عسل، و همچنین مواد معدنی، پوسته و برخی از قسمت‌های حیوانی را نیز شامل می‌شود.
و معنی آن فقط استفاده صرف از گیاهان نمی‌باشد.
تاریخچه طب گیاهی یا ساخت دارو از گیاه به اندازه قدمت بشر است یعنی با پیدایش اولین بیماریها انسان به‌طور غریزی شروع به درمان خود با گیاهان کرد و این درمان را با مواد اطراف و البته گیاهان فراوان و متفاوتی که در اطراف و اختیارش بودند آغاز نمود. انسان با گذشت زمان به تدریج با قدرت معجزه‌آسای گیاهان در درمان بیماریها و امراض آشنا و آنها را به کار بست. اگر چه علاقه و توجه به این گیاهان مفید در سال‌های گذشته ناچیز بوده ولی خوشبختانه اخیراً مورد توجه و عنایت بیشتری از طرف جوامع مختلف قرار گرفته‌است.
اما باید دانست که گرچه گرایش به استفاده از داروهای گیاهی طی چند دهه اخیر رواج بیشتری پیدا کرده ولی عوارض ناشناخته آن نه.

## تاریخچه
شواهد باستان‌شناسی نشان می‌دهد که استفاده از گیاهان دارویی به دوران پارینه سنگی، تقریباً ۶۰٬۰۰۰ سال پیش بازمی‌گردد. شواهد کتبی مربوط به داروهای گیاهی به بیش از ۵۰۰۰ سال پیش و به سومری‌ها برمی گردد که لیستی از گیاهان را تهیه می‌کردند. برخی از فرهنگ‌های باستان در مورد گیاهان و کاربردهای پزشکی آنها در کتابهایی خود نام آن را گیاهان علفی نوشته‌اند. در مصر باستان، گیاهان در پاپیروس پزشکی مصر ذکر شده‌اند، و در تصاویر مقبره‌های آنان به تصویر کشیده شده‌اند، یا در موارد نادری که در کوزه‌های پزشکی باستانی کشف شده حاوی مقادیر کمی از داروهای گیاهی بود است. از بین قدیمی‌ترین، طولانی‌ترین و مهمترین پاپیروس‌های پزشکی مصر باستان، قدمت پاپیروس ایبرز از حدود سال ۱۵۵۰ قبل از میلاد است و بیش از ۷۰۰ ترکیب را شامل می‌شود که عمدتاً منشأ گیاه داروی را دارند. اولین گیاهان شناخته شده گیاهان یونانی مربوط به تئوفراستوس ارسوس بود که در قرن ۴ قبل از میلاد در یونان می‌زیست، از دیوکلس کاریستوس که در قرن ۳ قبل از میلاد می‌زیست و از کورتزیوس که در قرن ۱ قبل از میلاد می‌زیست. فقط چند قطعه از این آثار سالم مانده‌است، اما از آنچه که باقی مانده‌است، دانشمندان هم پوشانی گیاهان مصری را مشاهده کردند. بذرهایی که احتمالاً برای گیاه‌شناسی مورد استفاده قرار می‌گرفتند در مکان‌های باستان‌شناسی چین عصر مفرغ با قدمت سلسله شانگ (حدود ۱۶۰۰–۱۰۴۶ قبل از میلاد) نیز شواهدی پیدا شدند، گیاهان نیز معمولاً در طب سنتی هند باستان وجود دارند، جایی که درمان اصلی بیماریها رژیم غذایی بود است.

## داروسازی گیاهی مدرن
سازمان بهداشت جهانی (WHO) تخمین می‌زند که ۸۰ درصد از جمعیت برخی از کشورهای آسیایی و آفریقایی در حال حاضر از داروهای گیاهی برای برخی از موارد مراقبت‌های بهداشتی اولیه استفاده می‌کنند. این داروها برای اکثر مردم جهان که نیمی از آنها در سال ۲۰۰۲ با کمتر از ۲ دلار آمریکا زندگی می‌کردند، بسیار گران است. در مقایسه، گیاهان دارویی را می‌توان از طریق بذر پرورش داد یا با هزینه کم یا بدون هزینه از طبیعت جمع کرد در صورتی که داروی گیاهی در آزمایشگاه و بعد از طی کردن فرایندهای مختلف داروسازی و سپس بررسی اثرات بالینی آنها ساخت می‌شود.
طبق گزارش سازمان بهداشت جهانی، تقریباً ۲۵٪ داروهای مدرن مورد استفاده در ایالات متحده از گیاهان گرفته شده‌است. حداقل ۷۰۰۰ ترکیب پزشکی در فارماکوپه مدرن از گیاهان گرفته می‌شود. ۱۲۰ ترکیب فعال فعلی که از گیاهان عالی جدا شده و امروزه به‌طور گسترده در پزشکی مدرن استفاده می‌شود، ۸۰٪ ارتباط مثبتی بین استفاده درمانی مدرن و استفاده سنتی از گیاهانی که از آنها گرفته شده‌است را نشان می‌دهد.

### آزمایشات بالینی
در یک نظرسنجی جهانی در سال ۲۰۱۰در مورد ۱۰۰۰ ترکیبات گیاهی رایج، ۱۵۶ آزمایش بالینی منتشر شده‌است. مطالعات پیش بالینی (کشت سلولی و مطالعات حیوانی) برای حدود نیمی از محصولات گیاهی گزارش شده‌است، در حالی که برای نیمی دیگر هیچ مطالعه دقیق در مورد خواص آنها نشده‌است، و پنج مورد سمی یا آلرژی زا، یافته‌ای که نویسندگان را به این نتیجه رساند که «استفاده از آنها باید ممنوع باشد». نه گیاه مورد ارزیابی در تحقیقات بالینی انسانی شامل گیاهان (گل ختمی (به انگلیسی: Althaea officinalis)، گل همیشه بهار (به انگلیسی: Calendula officinalis) (گیاه اکیناسه) ،نعنا فلفلی(به انگلیسی: Passiflora incarnata)، (انار (به انگلیسی: Punica granatum)) (قره قاط (به انگلیسی: Vaccinium macrocarpon)، (زغال اخته(به انگلیسی: Vaccinium myrtillus)) و (سنبل الطیب (به انگلیسی: Valeriana officinalis)) اثرات درمانی در انسان از این گیاهان یافت شد.
در سال ۲۰۱۵، وزارت بهداشت استرالیا نتایج یک بررسی در مورد روش‌های درمانی جایگزین را منتشر کرد که به دنبال تعیین آنها برای تحت پوشش قرار گرفتن بیمه درمانی بود. گیاه‌شناسی یکی از ۱۷ موضوعی بود که هیچ مدرک روشنی برای اثبات آن یافت نشد. آژانس دارویی اروپا با ایجاد دستورالعمل‌هایی برای ارزیابی ایمنی و کارایی محصولات گیاهی، معیارهایی را برای ارزیابی و درجه‌بندی کیفیت تحقیقات بالینی در محصولات گیاهی ارائه می‌دهد. در ایالات متحده، مرکز ملی سلامت مکمل و یکپارچه مؤسسه ملی بهداشت، آزمایشات بالینی مربوط به ترکیبات گیاهی را تأمین می‌کند، برگه‌هایی را برای ارزیابی ایمنی، اثربخشی بالقوه و عوارض جانبی بسیاری از منابع گیاهی تهیه می‌کند،
طبق مطالعات موسسه سرطان‌شناسی انگلیستان از سال ۲۰۱۵، "در حال حاضر هیچ شواهد محکمی از مطالعات در مورد اینکه داروهای گیاهی می‌توانند سرطان را درمان، پیشگیری یا درمان کنند وجود ندارد.

### شیوه استفاده
استفاده از داروهای گیاهی در بیماران مبتلا به بیماریهای مزمن مانند سرطان، دیابت، آسم و بیماران کلیوی در مرحله‌های ابتدای بیماری مصرف بیشتری دارد. چندین عامل از جمله جنس، سن، قومیت، تحصیلات و طبقه اجتماعی نیز نشان داده شده‌است که با شیوع استفاده از داروهای گیاهی ارتباط دارد.
یک نظرسنجی که در ماه مه ۲۰۰۴ توسط مرکز ملی بهداشت مکمل و تلفیقی آمریکا منتشر شد، با تمرکز بر این که چه کسی از داروهای مکمل و جایگزین استفاده کرده‌است، چه داوری و چرا استفاده کرده‌است بود. این نظرسنجی به بزرگسالان، ۱۸ ساله و بالاتر در، ساکن ایالات متحده محدود شد؛ و ۱۸/۹ درصد پرسش شوندگان از مصرف داروهای گیاهی خبر داند.

### ایمنی
برخی از گیاهان داری اثرات نامطلوبی هستند که نباید از آنها در زمینه ساخت دارو استفاده کرد همچنین در صورت عدم استفاده از تحقیقات بالینی در زمینه استفاده از میزان دوزهای مصرفی در این داروها ممکن است که به سلامت جسمی بیمار آسیب وارد نماید

### قوانین و مقررات دولتی
سازمان بهداشت جهانی (WHO)، آژانس تخصصی سازمان ملل متحد (سازمان ملل) که مربوط به بهداشت عمومی بین‌المللی است، روش‌های کنترل کیفیت مواد گیاهی دارویی را در سال ۱۹۹۸ به منظور حمایت از کشورهای عضو WHO در ایجاد استانداردهای کیفیت و مشخصات مواد گیاهی، در چارچوب کلی تضمین کیفیت و کنترل داروهای گیاهی را تدوین و ارائه نمود.
در اتحادیه اروپا (EU)، قوانین مربوط به داروهای گیاهی تحت نظر کمیته محصولات دارویی گیاهی تنظیم می‌شوند.

### نقد علمی
در سطح جهانی، هیچ استانداردی در مورد محصولات مختلف گیاهی برای تأیید صحت محتوای، ایمنی یا اثربخشی آنها وجود ندارد؛ و به‌طور کلی فقدان تحقیقات علمی با کیفیت بالا در مورد ترکیب محصول یا اثربخشی برای فعالیت ضد بیماری وجود دارد.

## سیستم‌های تجاری

### آفریقا
۸۰٪ مردم آفریقا از طب سنتی به عنوان مراقبت‌های بهداشتی اولیه استفاده می‌کنند.

### آمریکا
بومیان آمریکا از حدود ۲۵۰۰ گونه از ۲۰ هزار گونه گیاهی که بومی آمریکای شمالی هستند، به صورت دارویی استفاده کردند.

### چین
برخی از محققان که هم در طب غربی و هم در طب سنتی چینی آموزش دیده‌اند، سعی کرده‌اند متون پزشکی باستان را در پرتو علوم روز قرار دهند.

### ایران
در ایران نیز با توجه به رشته‌های دانشگاهی پزشکی مربوط به این علوم استفاده از داروهای گیاهی در حال افزایش و به روز رسانی است

## باورها
متخصصان گیاهان دارویی تمایل دارند از عصاره‌هایی از قسمت‌های گیاهان مانند ریشه‌ها یا برگها استفاده کنند و معتقدند که گیاهان تحت فشارهای محیط پیرامون خود قرار دارند و بنابراین برای زنده ماندن در برابر تهدیداتی مانند تابش، انواع آلاینده‌ها واکنش پذیر و در برابر حمله میکروبی مقاومت می‌کنند،

## پر مصرف ترین داروهای گیاهی ایران
مصرف برخی گیاهان دارویی یا بهصورت دمنوش است یا به صورت عرث
در زیر برخی از گیاهان دارویی با خلاصه کربدشان آورده شده است.

گل گاوزبان: دمنوش این گیاه برای ارامش اعصاب و روان می باشد
گل محمدی: آرام بخش و ضد استرس است و در برطرف کردن سرفه های مزمن موثر می باشد.
گل بنفشه: در از بین بردن ورم چشم درد گلو دفع صفرا استفاده می شود
گیاه پونه: در سرماخوردگی زکام سردرد در تسکین گلو درد و حتی مشکلات گوارشی کاربرد دارد
گیاه پولک: عفونت ریه را درمان میکند و همچنین در بهبود سرفه نیز موثر می باشد
گیاهتوهلوجه (توکلیجه یا چای کوهی): اشتها آور است همچنین در بهبود سرماخوردگی موثر است همچنین به عنوان خلط آور عمل میکند
گل ختمی: از بین برنده سرفه های خشک است همچنین در از بین بردن یبوست موثر می باشد
شیرین بیان: در درمان زخم معده موثر می باشد به دلیل داشتن ماده موثره ای تحت عنوان "اسید گلیسیرینیک"

## جستارها
داروسازی سنتی
داروسازی سنتی
فارماکوگنوزی